# Adventivknop
En adventivknop er en biknop, der er uafhængig af bladstillingen, og som vilkårligt kan dannes på rødder, blade eller stængler. Evnen til at danne adventivknopper kan udløses ved såring, eller den kan ligge i plantens normale voksemønster. Det er karakteristisk, at rodskud hos træer og buske og dannelsen af små planter på bregners blade skyldes adventivknopper.